# Cardiology
Cardiology es el quinto álbum de estudio por la banda pop punk Good Charlotte. Después de varias fechas inciertas, fue finalmente anunciado el álbum a ser lanzado el 2 de noviembre de 2010 a través de la discográfica Capitol Records. Ciertas alteraciones en el lanzamiento implicaron la decisión de regrabar el álbum entero.
El 3 de diciembre de 2008, la revista Kerrang! anunció que Good Charlotte estaría lanzando su quinto álbum de estudio, "Cardiology" en el 2009. El título acordando a Benji Madden, viene de la lírica del álbum, que él explicó: "todo está conectado al corazón". Madden también agregó que han escrito ya 20 canciones para el álbum, y dice que están de regreso a sus raíces pop-punk. 
Al describir el sonido en MTV, Joel Madden dijo que sonaría mucho a Blink-182. Joel dijo que "no hay nada de baile en el álbum, para nada, es bastante diferente al último," lo que implica un movimiento aún más lejos el sonido de Good Morning Revival.

## Grabación
El 19 de febrero de 2010, Benji posteó una nota en la web oficial de Good Charlotte dando noticias a los fanes del álbum. Mencionó que habían terminado el álbum que fue producido por Howard Benson. De todas formas, la banda no se sintió bien con el sonido del álbum porque Howard Benson se enfocó en lo que era un éxito comercial. Good Charlotte decidió desechar el álbum, y regresó con Don Gilmore, el productor de su primer álbum y su álbum anterior. Benji Madden dijo en la nota que la banda "necesitaba estar en el estudio con alguien quién entendiera el corazón de la banda. Y lo que eso es, son ustedes." (Refiriéndose a sus fanes.)
La banda frecuentemente le ha dado a la banda noticias sobre el álbum en sus cuentas de Twitter. En julio del 2009, Joel Madden mencionó que la banda estaba cerca de un listado de canciones del álbum. El 9 de agosto de 2009, Benji Madden mencionó que no habían empezado a grabar las canciones, pero que las habían escrito. El 25 de agosto de 2009, Benji Madden anunció en el web oficial de Good Charlotte que la banda estaban en las últimas instancias de grabar el álbum. También le dio a los fanes una frase de las nuevas canciones:

"She liked me better when I [was] different, No one knew me then, back in Maryland"
Benji Madden también dijo en su Twitter el 26 de agosto que estaban buscando una fecha de lanzamiento. "Estaremos grabando en marzo/abril. Perdón por la espera pero queremos hacerlo bien. No se preocupen, pronto tendrán música." El 22 de septiembre de 2009, Joel Madden escribió que estaba cantando una canción llamada "There She Goes", y el 29 de septiembre de 2009, mencionó que cantó para la canción "1979". El 14 de octubre de 2009, Benji Madden posteó un blog en la web oficial de Good Charlotte describiendo el sonido del álbum cómo "una versión madura de nuestro primer álbum... Realmente una producción simple, sobre canciones y las letras. Habrán definitivamente sorpresas, no sería un disco de Good Charlotte sino, ¿no?" También continuó en su blog con letras de una nueva canción llamada "Standing Ovation" con líneas:
"Can't you see the world is on their feet for You and Me, and its alright cause you've got me, even when I'm gone I'll never leave, so go on and get your dreams..."
El 5 de agosto de 2010 Benji posteó algunas letras en su Twitter de una canción especulada a llamarse "Let The Music Play".
"There's a song that you can find in every moment of your life, in every tear you've ever cried, in every painful last goodbye. Let the music play."

## Arte en el álbum
Benji Madden contrató a Daniel Martín Díaz preguntándole sí él podía hacer el arte en el álbum. Díaz aceptó la oferta de Madden y escuchó algunos remixes de las canciones para entender mejor el concepto del álbum sobre las canciones del corazón.

## Sencillos
El primer sencillo del álbum es "Like It's Her Birthday", qué fue oficialmente lanzado el 24 de agosto de 2010. Después de que la banda publicara la canción en línea el 5 de agosto de 2010, escribieron en su página web que sí el vídeo en YouTube recibía más de 100,000 vistas, postearían otra canción del álbum. El vídeo alcanzó las 100,000 vistas el 15 de agosto de 2010 y la banda lanzó "Counting the Days" cómo vídeo en su canal de YouTube y anunciaron que sería el segundo sencillo del álbum. "Like It's Her Birthday" debutó en la lista ARIA Digital Track en el puesto número 40 el 30 de agosto de 2010 y ha llegado al número 7 en Aria Charts. La canción "Sex On The Radio" actualmente está en lista ARIA Charts, llegando al número treinta, hasta ahora.

## Lista de canciones
En el sitio de EMI Music Japón publicaron la lista de canciones de Cardiology:
| CD  |                                           |                                                |          |  |
| N.º | Título                                    | Escritor(es)                                   | Duración |  |
| 1.  | «Introduction to Cardiology»              | Benji Madden                                   | 0:47     |  |
| 2.  | «Let the Music Play»                      | B. Madden, Joel Madden, Don Gilmore            | 4:13     |  |
| 3.  | «Counting the Days»                       | B. Madden, J. Madden                           | 2:52     |  |
| 4.  | «Silver Screen Romance»                   | B. Madden, J. Madden, Gilmore                  | 3:11     |  |
| 5.  | «Like It's Her Birthday»                  | B. Madden, J. Madden, Gilmore                  | 3:31     |  |
| 6.  | «Last Night»                              | B. Madden, J. Madden, Gilmore                  | 3:41     |  |
| 7.  | «Sex on the Radio»                        | B. Madden, J. Madden, Sam Hollander, Dave Katz | 3:17     |  |
| 8.  | «Alive»                                   | B. Madden, J. Madden, Gilmore                  | 3:14     |  |
| 9.  | «Standing Ovation»                        | B. Madden, J. Madden, Feldmann                 | 3:40     |  |
| 10. | «Harlow's Song (Can't Dream Without You)» | J. Madden, B. Madden, Luke Walker              | 3:34     |  |
| 11. | «Interlude: The Fifth Chamber»            |                                                | 1:30     |  |
| 12. | «1979»                                    | B. Madden, J. Madden                           | 3:01     |  |
| 13. | «There She Goes»                          | B. Madden, J. Madden, Noel Fisher              | 3:23     |  |
| 14. | «Right Where I Belong»                    | B. Madden, J. Madden                           | 3:55     |  |
| 15. | «Cardiology»                              | B. Madden, J. Madden, Walker                   | 2:56     |  |

Bonus Tracks Edición Japonesa

| N.º | Título                                      | Duración |  |
| 16. | «Like It's Her Birthday» (Remix con Miyavi) |          |  |
| 17. | «Accident Prone»                            |          |  |

Bonus Tracks iTunes

| N.º | Título                            | Duración |  |
| 1.  | «Crash»                           |          |  |
| 2.  | «Catherine» (Damn This Situation) |          |  |

Bonus Track Exclusivos de Best Buy

| N.º | Título                                     | Duración |  |
| 1.  | «Catherine» (Damne This Situation)         |          |  |
| 2.  | «Accident Prone»                           |          |  |
| 3.  | «Silver Screen Romance» (Versión acústica) |          |  |
| 4.  | «Better Run» (Versión acústica)            |          |  |
| 5.  | «Between the Bars»                         |          |  |

## Lanzamiento
| Región          | Fecha                  | Sello           |
| --------------- | ---------------------- | --------------- |
| Japón[          | 27 de octubre de 2010  | EMI Music Japan |
| Alemania[       | 29 de octubre de 2010  | EMI             |
| Canadá[         | 2 de noviembre de 2010 | EMI             |
| Estados Unidos. | 2 de noviembre de 2010 | Capitol Records |

## Recepción previa al lanzamiento del álbum
En una crítica avanzada, Nicholas Coren de Virgin Music le dio al álbum 8 estrellas de 10, concluyendo: "El quinteto restaura el sonido que sus seguidores amaron cuando comenzaron, resultando con una fusión de canciones que suenan como sí fueran de la era del primer álbum del 2000 y de su segundo álbum del 2002, The Young and The Hopeless. Good Charlotte todavía mantiene la calidad de sonido en buena armonía que los hermanos Madden crearon tan bien, y continúan fundiéndose en la guitarra impulsada por los estribillos que aparecen en álbum. Es sobre todo claro que la química musical de la banda ha crecido fuertemente en los últimos años de crítica."
Evan Lucy de Alternative Press elogió el álbum por la vuelta a sus raíces en sonido y escribió, "Good Charlotte podrían ser superestrellas multi-platino, pero "Cardiology" podría ser su mejor esfuerzo."
Amy Bangs, de Rock Sound, también dijo algo positivo: "Musicalmente, han abandonado su primer material en influencias urban, dejando las partes divertidas del pop punk. Nos quedamos con el Good Charlotte que nos trajo las canciones brillantes y pegadizas como 'Seasons' o 'Festival Song', sin los interludios de rap. Y por eso les agradecemos."
Aunque el sonido se asemeja a sus raíces, el disco tiene un toque más suave.

## Listas
En la semana de su lanzamiento, el álbum debutó en el número tres en Australian Albums Chart, en el número 22 en Japanese Albums Chart, en el número 18 en New Zealand Albums Chart y en el número 63 en UK Albums Chart. También debutó en Billboard 200 en el número 31 como también en cuatro listas más de Billboard incluyendo Alternative Albums Chart en el número seis, Rock Albums Chart en el número siete, Digital Albums Chart en el número 13 y European Albums Chart en el número 65.
| Lista (2010)                    | Posición máxima |
| ------------------------------- | --------------- |
| Australian Albums Chart         | 3               |
| Austrian Albums Chart           | 29              |
| Canadian Albums Chart           | 44              |
| French Albums Chart             | 67              |
| German Albums Chart             | 46              |
| Japanese Albums Chart           | 22              |
| New Zealand Albums Chart        | 18              |
| Swiss Albums Chart              | 24              |
| UK Albums Chart                 | 63              |
| US Billboard 200                | 31              |
| US Billboard Alternative Albums | 6               |
| US Billboard Rock Albums        | 7               |

## Personal

### Artistas y Repertorio
- Alex Shenitsky
- Rob Stevenson
- Liz Isik - Administradora de A&R

### Arte/Fotografía
- SMOG Design, Inc., L.A. - Dirección de arte y diseño
- Myriam Santos - Fotografía
- Daniel Martín Díaz - Ilustración
- Angelica Cob-Baehler - Dirección creativa
- Gordon H. Jee - Dirección creativa

### Instrumentos
- Benji Madden - Guitarra
- Billy Martin - Guitarra, teclado
- Dean Butterworth - Batería
- Paul Thomas - Bajo
- Bart Hendrickson - Teclado/Programación
- BC Smith - Teclado/Programación

### Mezcla/Ingeniería
- Don Gilmore
- Serban Ghenea - Canción 6, 10 y una mezcla adicional en canción 5
- Mark Kiczula - Grabación/Ingeniería
- John Hanes - Ingeniero de mezcla en canción 5, 6 y 10
- Tim Roberts - Asistente de mezcla en canción 5, 6 y 10

### Producción/Edición/Masterización/Gestión
- Don Gilmore - Productor
- Josh Bowman - Asistente
- Mike Cashin - Asistente
- Ted Jensen - Mezcla
- Ron Laffite - Dirección
- Lexi Ben-Meir - Dirección
- Meg Harkins - Dirección

### Vocalistas
- Joel Madden
- Benji Madden